# Neofolk
El neofolk és un gènere musical que es va crear a partir dels cercles musicals de l'Europa postindustrial. Es pot dir que el neofolk és un tipus de música folk amb una varietat de sons com poden ser: pianos, instruments de cordes i altres elements de la música industrial juntament amb la música experimental.
El gènere està associat amb: la música tradicional, el paganisme europeu, el misticisme cristià, el romanticisme, l'esoterisme i l'ocultisme. Llavors podem dir, que els músics del neofolk poden tenir tendències a altres gèneres postindustrials (música neoclàssica i la música marcial) o poden tenir vincles amb cercles pagans o altres societats i cultures diferents.

## Història
El concepte "neofolk" va ser originat pels grups de música esotèrics que van començar a utilitzar el terme en la segona meitat del segle XX per descriure la música influenciada per músics com el Douglas Pearce, en Tony Wakeford i el David Tibet.
La música folklòrica angloamericana amb sons i temes similars al neofolk ja existia per la dècada del 1960. Més endavant, en la dècada del 1980 va aparèixer pròpiament el neofolk a Londres (Anglaterra).
Els músics de folk com Vulcan's Hammer, Changes, Leonard Cohen i Comus podrien ser considerats els pioners del so que més endavant influiria als músics de neofolk. També en les tardanes exploracions dels membres del grup musical Velvet Underground, concretament Lou Reed, han sigut considerades una influència important en allò que més tard es convertí en el neofolk.
El 1985, Leagas i Wakeford, membres de Death in June es van separar i formaren 6 Comm i Sol Invictus, bandes destacables del neofolk.
Amb el temps va guanyar una xarxa de seguidors que li donen suport als grups de neofolk amb fanzines web i a les gires musicals. Destaca la revista digital Tyr.

## Temes
La major part dels artistes del neofolk es concentren en el món antic, les tradicions locals i creences indígenes a més de temes esotèrics, literaris i històrics. D'entre els temes del paganisme apareixen sovint alfabets rúnics i déus del panteó germànic. Estèticament alguns músics utilitzen símbols feixistes sense que aquests tinguen necessàriament idees feixistes.
El neofolk neix doncs com un contrast de la cultura moderna, a la que acusen de freda, materialista i massa marca per la mecanització promovent una filosofia tradicional, uns valors tradicionals. Aquest tradicionalisme pot ser feixista o no, mentre que romàntic sol ser-ho sempre.
Hi ha grups que rebutgen tractar assumptes de la modernitat centrant-se en temes pagans i romàntics del segle xix mentre que altres grups no.
Quan tracten sobre assumptes polítics no són específics. Per exemple els grups Death in June, Current 93 i Sol Invictus tracten assumptes polítics mitjançant símbols històrics. Molts grups tenen una fascinació amb l'Alemanya Nazi i/o els pensadors que la van precedir (Richard Wagner, Friedrich Nietzsche, Hermann Löns, Knut Hamsun, Leni Riefenstahl, Savitri Devi i Julius Evola).völkisch Dins del neofolk en general és destacable la influència dels moviments nacionalistes völkisch.
Dins l'ocultisme i el paganisme són influències Aleister Crowley, l'autodenominat expert en runes Guido von List i el fundador del moviment Wicca Gerald Gardner.
L'investigador Kirk afirma que l'ús de símbols feixistes pot atraure al tipus d'audiència que és perillosa.

## Controvèrsies
Predominen tributs a figures controvertides com són Friedrich Nietzsche, Julius Evola, Philippe Henriot i Leni Riefenstahl, així com temes bèl·lics. Molts dels músics utilitzen de forma oberta iconografia i retòrica relacionada amb el nazisme o el feixisme, exaltant valors com l'heroisme i la força física o espiritual. Això, ha fet que el neofolk hagi estat mal qualificada com a "música neonazi". Els concerts de les bandes, acostumen a ser boicotejades per manifestant d'idiologia d'esquerres. Encara que els skinheads que formen els moviments neonazis europeus no combreguen amb aquest tipus de so, sinó que han generat el Hardcore NS. El públic del neofolk acostuma a ser joves de classe mitjana que els agrada el col·leccionisme d'objectes militars i que acostumen a vestir roba de l'exèrcit.
El moviment neofolk no ha desenvolupat una ideologia única i homogènia que pugui ser compartida per tots els seus artistes i el seu públic, però a internet comencen a difondre algunes idees, com un clam a regressar als valors precristians de les tribus europees i en els casos més extrems expulsar el cristianisme d'Europa, ja que la consideren una religió d'origen hebreu i no europeu.
Però el paganisme no és compartit per tots els exponents del gènere. La banda d'alemanya Von Thronstahl o la banda italiana Rose Rovine e Amanti aporten al gènere el cristianisme, que aconsegueix no relacionar-se amb el nazisme sinó amb la dreta catòlica.
És importat destacar que, llevat de la base de la superioritat ària del neopaganisme nazi, aquest tipus de música no tenen al·lusions directes al racisme. En el cas contrari, aquestes bandes tenen un gran seguiment en països d'Amèrica del Sud i el sud d'Europa. Dues de les bandes més representatives Death in June i Der Blutharsch van ser invitats a tocar a Israel. Death in June a la seva pàgina oficial va agregar la bandera d'Israel - al costat de la del Regne Unit, on es va formar i Austràlia, on resideix el grup actualment- per demostrar que no té cap sentiment antisemita.

## Termes i estils relacionats
Els gèneres següents estan relacionats, perquè no acostumen a trobar-se de forma pura o aïllada en cap grup. La major part dels artistes, acostumen a barrejar a la seva música tots els subgèneres següents.
Però, hi ha bandes i projectes que busquen directament l'ambientació en la seva música. Aquesta ambientació acostuma a tractar temes d'època (principalment de la Segona Guerra Mundial), alguns exemples serien A Challenge Of Honour, el seu projecte paral·lel Un Defi d'honneur i el projecte francès Les joyeaux de la princesse. Aquest últim utilitza freqüentment discursos i gravacions radials de l'època. A vegades, Les joyeaux de la princesse arriba a utilitzar fragments de música popular que distorsiona fins a arribar a relacionar-les amb l'imperfecte estat d'aquestes.

### Apocalyptic folk
És nom que rep el període de transformació del neofolk que utilitzava David Tibet per descriure la música de la seva banda Current 93 durant el període de finals dels anys 80 i principis dels 90.
Temes gnòstics i de la religió Thelema solen aparèixer als treballs d'aquests artistes amb influències de la psicodèlia dels 60 i el psych folk.

### Folk Noir
És el nom que li va posar el fotògraf David Meams per descriure la música del període mitjà de Sol Invictus.
El Folk Noir es pot trobar a webzines amb un terme més neutral, sense la connotació especifica de neofolk, sinó que tracta de forma fosca aspectes històrics, generalment britànics.
Els gèneres Dark Folk i Pagan Folk, per nomenar aquest gènere no són correctes. Ja que aquests conceptes no solament estan relacionats amb la música.

### Martial Industrial
És un gènere que està relacionat amb el neofolk i que es va desenvolupar molt a prop d'ell. Un nombre considerable d'artistes que han estat classificats com a neofolk mostren als seus treballs diferents elements de música marcial. Es caracteritza per ritmes marcials, repetitius i contundents. Alguns exemples els trobem a artistes com Non (la cançó Total War és considerada l'himne per excel·lència). Altres exponents del gènere serien: Triarii, Aditi i Puissance. Aquest últim va agregar una nova dimensió al gènere amb el single Totalitarian Hearts, que combinava temes militars amb el sexe sadomasoquista. Posteriorment, es va allunyar del gènere, igual que van fer el projecte austríac Der Blutharsch.

## Artistes
| - Aelfheim - Argentum - Argine - Anndes - Ataraxia - Belborn - Blood Axis - Bukahara - Changes - Current 93 - Cult of youth - Darkwood - Death In June - Der Blutharsch - Empyrium | - Fire + Ice - Forseti - Harvest Rain - H.E.R.R. - In Gowan Ring - Les joyeaux de la princesse - Lord Wind - Luftwaffe - Lluvia Ácida - Nature And Organisation - Nest | - Neun Welten - Neutral - :Of The Wand & The Moon: - Ordo Rosarius Equilibrio - Orplid - Rome - Rose Rovine e Amanti - Sol Invictus - Sopor Aeternus - Sonne Hagal - Suveräna - Spiritual Front | - Sturmpercht - Tenhi - The Moon lay hidden beneath a Cloud - The Wyrm - Ulver - Unto Ashes - Waldteufel - Werkraum - The Winding Stair - The Unborn (banda) |